# Salles-sur-Mer
Pour les articles homonymes, voir Salles.
Salles-sur-Mer est une commune du Sud-Ouest de la France située dans le département de la Charente-Maritime, en région Nouvelle-Aquitaine.
Ses habitants sont appelés les Sallésiens et les Sallésiennes.
Cette commune fait partie de l'unité urbaine de La Rochelle.

## Géographie

### Localisation et accès
Par l'extension de son bâti urbain qui l'a progressivement soudée à Châtelaillon-Plage que sépare seulement la voie express à 2x2 voies de la RD 137 - ex-route nationale 137 -, elle fait  partie de l'unité urbaine de La Rochelle et est donc classée commune urbaine selon les données de l'Insee de 2010.

### Hameaux et lieux-dits
Outre le bourg, la commune comprend les hameaux, lieux-dits ou villages de Bourlande, Mortagne-la-Jeune, une partie de Cramahé (partagé avec la commune de La Jarne), une partie de Grolleau (partagé avec la commune de La Jarrie) et une partie des Bonnevaux et de la Ragotterie (partagés avec la commune de Saint-Vivien).

### Communes limitrophes
|                    | La Jarne       | La Jarrie     |
| Angoulins          | Salles-sur-Mer | Croix-Chapeau |
| Châtelaillon-Plage | Saint-Vivien   | Thairé        |

Malgré son nom, la commune ne touche pas l'océan.

## Urbanisme

### Typologie
Au 1er janvier 2024, Salles-sur-Mer est catégorisée bourg rural, selon la nouvelle grille communale de densité à 7 niveaux définie par l'Insee en 2022.
Elle appartient à l'unité urbaine de La Rochelle, une agglomération intra-départementale dont elle est une commune de la banlieue,. Par ailleurs la commune fait partie de l'aire d'attraction de La Rochelle, dont elle est une commune de la couronne,. Cette aire, qui regroupe 72 communes, est catégorisée dans les aires de 200 000 à moins de 700 000 habitants,.

### Occupation des sols
L'occupation des sols de la commune, telle qu'elle ressort de la base de données européenne d’occupation biophysique des sols Corine Land Cover (CLC), est marquée par l'importance des territoires agricoles (85,9 % en 2018), en diminution par rapport à 1990 (87,4 %). La répartition détaillée en 2018 est la suivante : 
terres arables (67,1 %), prairies (9,6 %), zones agricoles hétérogènes (9,2 %), zones urbanisées (8,9 %), forêts (5,2 %). L'évolution de l’occupation des sols de la commune et de ses infrastructures peut être observée sur les différentes représentations cartographiques du territoire : la carte de Cassini (XVIIIe siècle), la carte d'état-major (1820-1866) et les cartes ou photos aériennes de l'IGN pour la période actuelle (1950 à aujourd'hui).

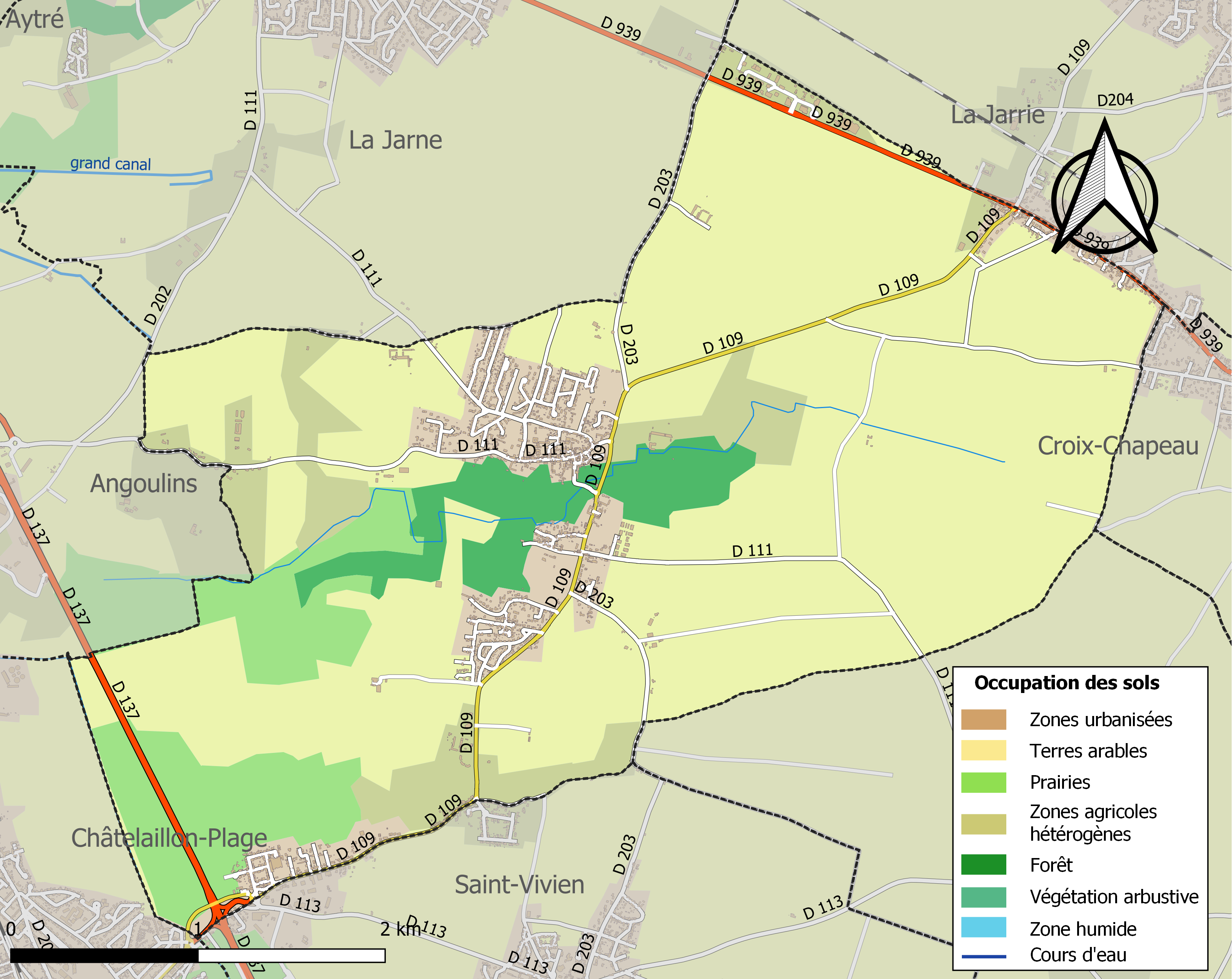
Carte des infrastructures et de l'occupation des sols de la commune en 2018 (CLC).

### Risques majeurs
Le territoire de la commune de Salles-sur-Mer est vulnérable à différents aléas naturels : météorologiques (tempête, orage, neige, grand froid, canicule ou sécheresse), inondations, mouvements de terrains et séisme (sismicité modérée). Il est également exposé à un risque technologique,  le transport de matières dangereuses. Un site publié par le BRGM permet d'évaluer simplement et rapidement les risques d'un bien localisé soit par son adresse soit par le numéro de sa parcelle.

#### Risques naturels
La commune fait partie du territoire à risques importants d'inondation (TRI) de La Rochelle-Île de Ré, regroupant 21 communes concernées par un risque de submersion marine de la zone côtière, un des 21 TRI qui ont été arrêtés fin 2012 sur le bassin Loire-Bretagne et confirmé en 2018 lors du second cycle de la Directive inondation. Les submersions marines les plus marquantes des XXe et XXIe siècles antérieures à 2019 sont celles liées à la tempête du 9 février 1924, à la tempête du 15 février 1957, aux tempêtes Lothar et Martin des 26 et 27 décembre 1999 et à la tempête Xynthia des 27 et 28 février 2010. Cette tempête a eu pour conséquence l’instauration de zones de solidarité, où les parcelles considérées comme trop dangereuses pour y maintenir des maisons pouvaient à terme être expropriées (Loix, La Flotte, Nieul-sur-Mer, La Rochelle,…). Des cartes des surfaces inondables ont été établies pour trois scénarios : fréquent (crue de temps de retour de 10 ans à 30 ans), moyen (temps de retour de 100 ans à 300 ans) et extrême (temps de retour de l'ordre de 1 000 ans, qui met en défaut tout système de protection),. La commune a été reconnue en état de catastrophe naturelle au titre des dommages causés par les inondations et coulées de boue survenues en 1982, 1993, 1999 et 2010,.

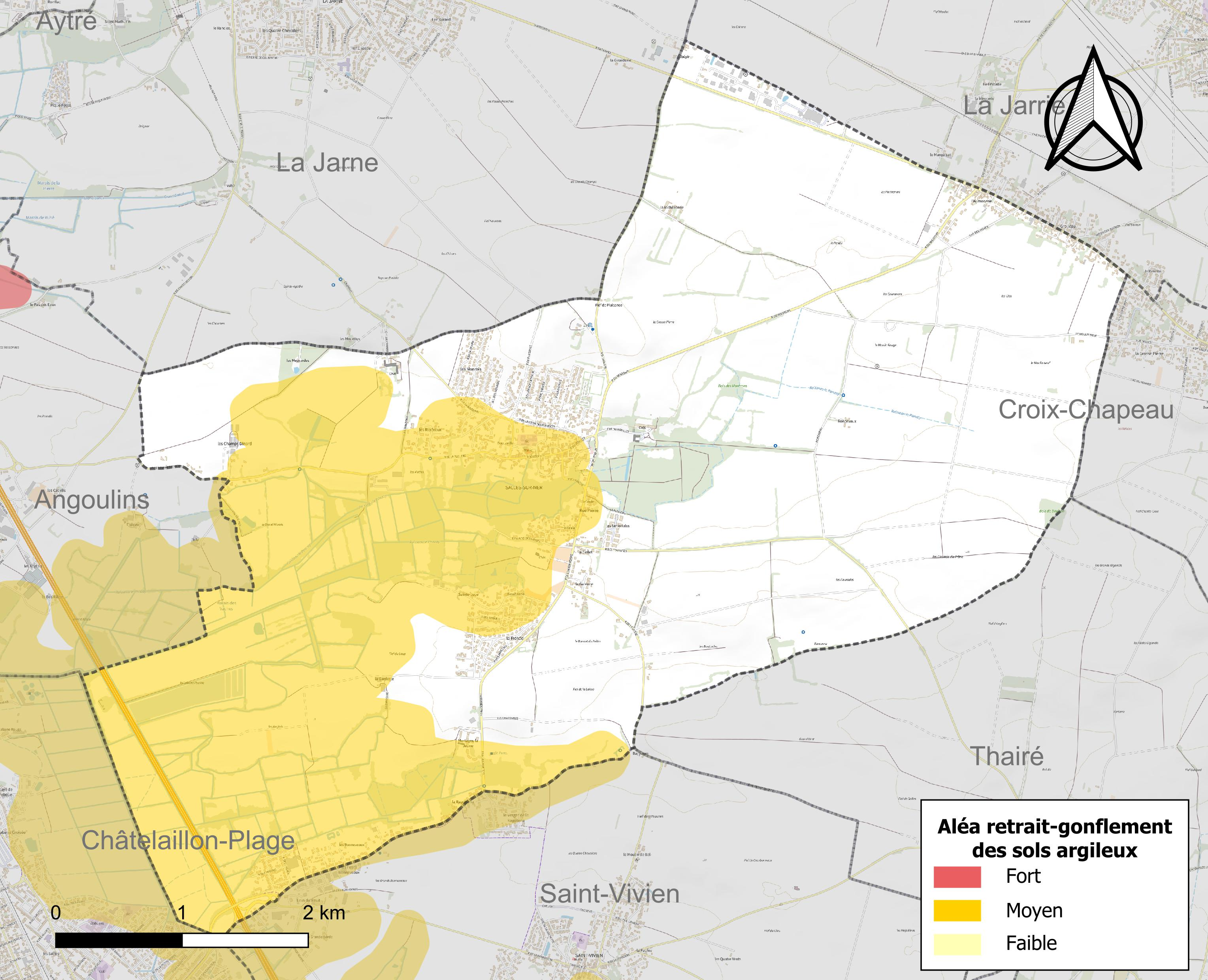
Carte des zones d'aléa retrait-gonflement des sols argileux de Salles-sur-Mer.

Les mouvements de terrains susceptibles de se produire sur la commune sont des affaissements et effondrements liés aux cavités souterraines (hors mines) et des tassements différentiels. Par ailleurs, afin de mieux appréhender le risque d’affaissement de terrain, l'inventaire national des cavités souterraines permet de localiser celles situées sur la commune.
Le retrait-gonflement des sols argileux est susceptible d'engendrer des dommages importants aux bâtiments en cas d’alternance de périodes de sécheresse et de pluie. 35,2 % de la superficie communale est en aléa moyen ou fort (54,2 % au niveau départemental et 48,5 % au niveau national). Sur les 982 bâtiments dénombrés sur la commune en 2019,  500 sont en aléa moyen ou fort, soit 51 %, à comparer aux 57 % au niveau départemental et 54 % au niveau national. Une cartographie de l'exposition du territoire national au retrait gonflement des sols argileux est disponible sur le site du BRGM,.
Par ailleurs, afin de mieux appréhender le risque d’affaissement de terrain, l'inventaire national des cavités souterraines permet de localiser celles situées sur la commune.
Concernant les mouvements de terrains, la commune a été reconnue en état de catastrophe naturelle au titre des dommages causés par la sécheresse en 1989, 2003 et 2005 et par des mouvements de terrain en 1999 et 2010.

#### Risques technologiques
Le risque de transport de matières dangereuses sur la commune est lié à sa traversée par une ou des infrastructures routières ou ferroviaires importantes ou la présence d'une canalisation de transport d'hydrocarbures. Un accident se produisant sur de telles infrastructures est susceptible d’avoir des effets graves sur les biens, les personnes ou l'environnement, selon la nature du matériau transporté. Des dispositions d’urbanisme peuvent être préconisées en conséquence.

## Toponymie
Le mot Salles qui a donné son nom à de nombreuses communes du Sud de la France (La Salle, Les Salles, Lasalle, Lassalles, Salles, etc.) dériverait du germanique seli, en allemand saal, désignant « chambre, château ».

## Histoire
Bien que le territoire communal soit distant de l'océan Atlantique d'environ 850 mètres et le village à plus de trois kilomètres, jusqu'au Moyen Âge, le village de Salles était au bord d'une baie. Le retrait du trait de côte a laissé la place à des marais transformés en marais salants qui sont asséchés au XVIIe siècle.
Le 19 octobre 1808, la commune de Salles perd une partie de son territoire au profit de celle de Croix-Chapeau.
Le 9 mars 1896, Salles prend le nom de Salles-sur-Mer.

## Administration

### Liste des maires
| Période                                  | Période   | Identité                    | Étiquette            | Qualité                                                                                            |
| ---------------------------------------- | --------- | --------------------------- | -------------------- | -------------------------------------------------------------------------------------------------- |
| ?                                        | ?         | Ernest Raimon               | RPF puis RS puis UNR | Conseiller général du canton de La Jarrie (1933 → 1940 puis 1945 → 1964)                           |
| Les données manquantes sont à compléter. |           |                             |                      | |
| mars 2001                                | mars 2008 | Michel Boissard (1942-2019) |                      | Menuisier-charpentier, maire honoraire (2008) Vice-président de la CA de La Rochelle (2001 → 2008) |
| mars 2008                                | mars 2014 | Jean-Pierre Foucher         |                      | Retraité                                                                                           |
| mars 2014                                | mai 2020  | Jean-Claude Morisse         | SE                   | Retraité                                                                                           |
| mai 2020                                 | En cours  | Chantal Guillebaud-Subra    | DVD                  | Ancienne assistante de direction au Ministère de la Défense                                        |
| Les données manquantes sont à compléter. |           |                             |                      | |

### Région
À la suite de la mise en application de la réforme administrative de 2014 ramenant le nombre de régions de France métropolitaine de 22 à 13, la commune appartient depuis le 1er janvier 2016 à la région Nouvelle-Aquitaine, dont la capitale est Bordeaux. De 1972 au 31 décembre 2015, elle a appartenu à la région Poitou-Charentes, dont le chef-lieu était Poitiers.

## Démographie
L'évolution du nombre d'habitants est connue à travers les recensements de la population effectués dans la commune depuis 1793. Pour les communes de moins de 10 000 habitants, une enquête de recensement portant sur toute la population est réalisée tous les cinq ans, les populations de référence des années intermédiaires étant quant à elles estimées par interpolation ou extrapolation. Pour la commune, le premier recensement exhaustif entrant dans le cadre du nouveau dispositif a été réalisé en 2004.

En 2022, la commune comptait 2 427 habitants, en évolution de +15,41 % par rapport à 2016 (Charente-Maritime : +4,04 %, France hors Mayotte : +2,11 %).
| 1793 | 1800 | 1806 | 1821 | 1831 | 1836  | 1841  | 1846  | 1851  |
| ---- | ---- | ---- | ---- | ---- | ----- | ----- | ----- | ----- |
| 827  | 893  | 849  | 889  | 963  | 1 074 | 1 025 | 1 014 | 1 027 |

| 1856  | 1861  | 1866  | 1872 | 1876 | 1881 | 1886 | 1891 | 1896 |
| ----- | ----- | ----- | ---- | ---- | ---- | ---- | ---- | ---- |
| 1 001 | 1 094 | 1 017 | 930  | 922  | 968  | 902  | 773  | 720  |

| 1901 | 1906 | 1911 | 1921 | 1926 | 1931 | 1936 | 1946 | 1954 |
| ---- | ---- | ---- | ---- | ---- | ---- | ---- | ---- | ---- |
| 690  | 639  | 594  | 575  | 589  | 616  | 561  | 581  | 674  |

| 1962 | 1968 | 1975 | 1982  | 1990  | 1999  | 2004  | 2006  | 2009  |
| ---- | ---- | ---- | ----- | ----- | ----- | ----- | ----- | ----- |
| 667  | 647  | 926  | 1 369 | 1 441 | 1 611 | 1 941 | 1 997 | 1 953 |

| 2014  | 2019  | 2022  | - | - | - | - | - | - |
| ----- | ----- | ----- | - | - | - | - | - | - |
| 2 049 | 2 263 | 2 427 | - | - | - | - | - | - |

## Lieux et monuments

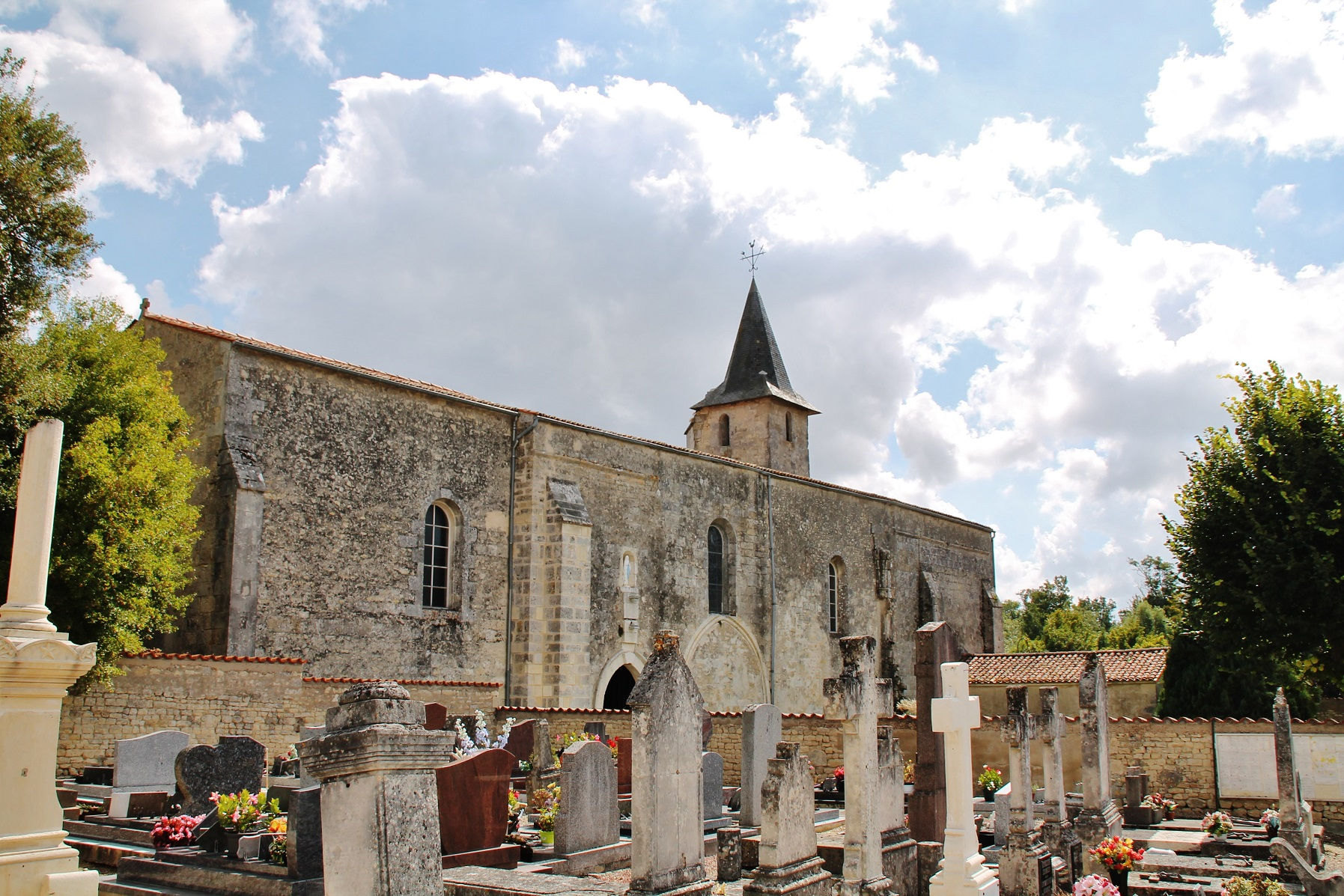
L'église paroissiale Notre-Dame de l'Assomption.

- château de Cramahé (XVIIIe siècle),
- château de l'Herbaudière (XVIe siècle),
- château de l'Héronière (XVIIIe siècle),
- château du Roullet (XVe et XVIIIe siècles),
- église Notre-Dame de l'Assomption.

## Personnalités liées à la commune
- Claude Masse (1652 - 1737), ingénieur général des fortifications entre la Loire et les Pyrénées, leva des cartes des côtes de l'Atlantique et dessina de nombreux projets de fortifications pour La Rochelle et la région. Demeurant à La Rochelle de 1679 à 1724, il possédait une propriété à Salles ; une rue de la commune porte son nom.
- Michel de Sallaberry (1704-1768), mort à Salles, officier de marine et armateur.
- Le contre-amiral Savary (1743-1808), né à Salles le 1er février 1743.